# Neuviller-lès-Badonviller
Neuviller-lès-Badonviller é uma comuna francesa na região administrativa de Grande Leste, no departamento de Meurthe-et-Moselle. Estende-se por uma área de 5,75 km². Em 2010 a comuna tinha 98 habitantes (densidade: 17 hab./km²).